# أشعة دلتا
أشعة دلتا هي أشعة تستخدم احيانًا لوصف أي جسيمات ناجمة عن ارتداد التأين الثانوي. وقد صيغ هذا المصطلح من قبل ج. ج. طومسون. وهنالك تعريف أكثر حداثة هو الإلكترونات الثانوية مع ما يكفي من الطاقة للفرار من مسافة كبيرة بعيدا عن شعاع الإشعاع الابتدائي وإنتاج مزيد من التأين، أشعة دلتا لا علاقة لها تمامًا لعائلة من الجسيمات دون الذرية المسماة بدلتا باريون.

## الخصائص
أشعة دلتا تتميز بأنتاج الاكترونات بسرعة كبيرة في كمية بواسطة جسيمات ألفا أو غيرها من الجسيمات المشحونة التي تكون منشطة حيث تنحرف بالمدارات الالكترونية التابعة لنفس الذرات إلى خارجها بشكل متجمع، هذه الالكترونات تعرف على انها كإشعاع دلتا عندما تكون لديها الطاقة الكافية لتأيين ذرات أخرى من خلال التفاعلات اللاحقة من تلقاء نفسها. أشعة دلتا تظهر كفروع في المسار الرئيسي للغرفة السحابية، هذه الفروع سوف تظهر أقرب إلى بداية المسار للجسيمات المشحونة الثقيلة، حيث يمنح الكثير من الطاقة للألكترونات المتأينة.

## أشعة دلتا في مسرعات الجسيمات

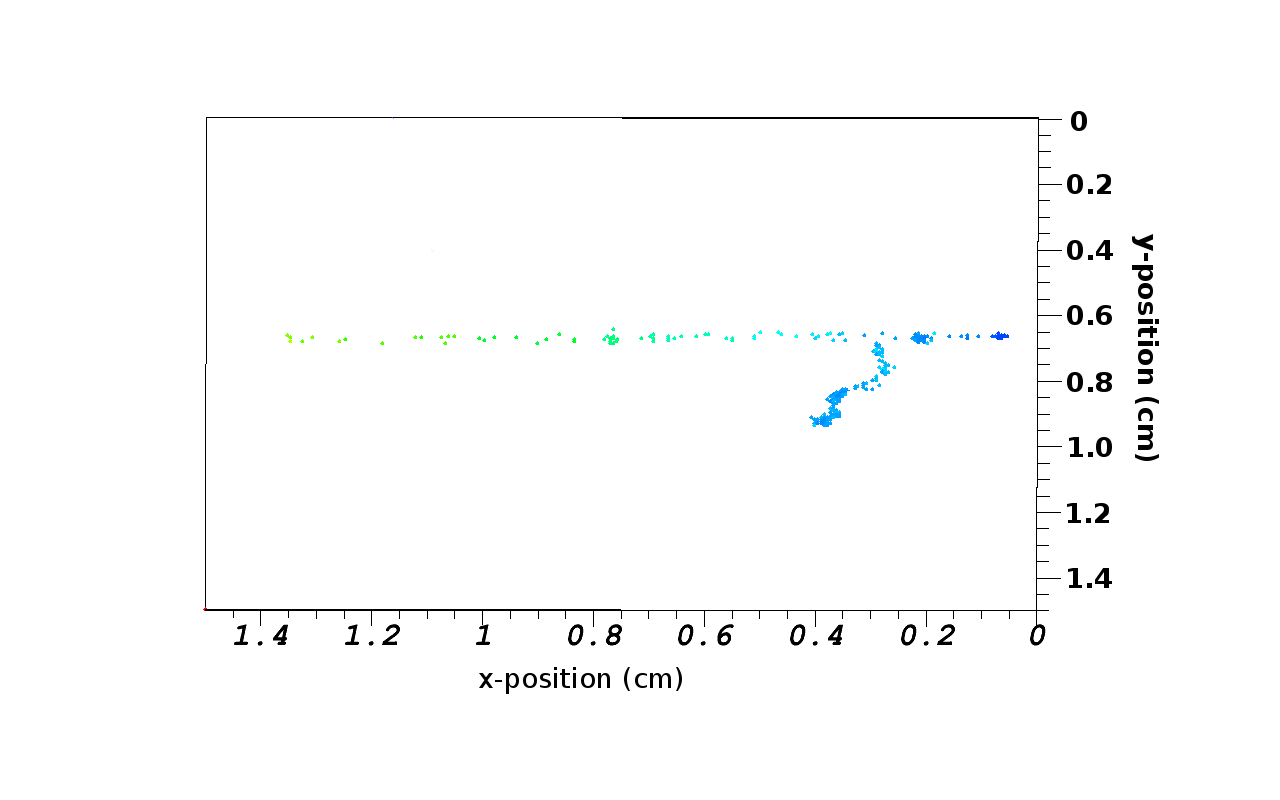
التمثيل الثلاثي الابعاد للألكترون دلتا يخرج بـ 180 GeV الميونات، تم قياسه بكاشف GridPix في SPS في مركز CERN حيث اللون يشير إلى الارتفاع.

بطريقة أخرى تسمى بالضربة على الألكترون، المصطلح «أشعة دلتا» هو أيضاً يستخدم في فيزياء الطاقة العالية لوصف الالكترونات المنفردة في مسرعات الجسيمات التي يتم إظهارها بتباطؤ مميز. في غرفة فقاقيع، سوف تفقد الالكترونات طاقتها بسرعة أكبر من الجزيئات الأخرى من خلال أشعة الانكباح وسيتم توليد مسار حلزوني نظراً لصغر الكتلة والمجال المغناطيسي. معدل إشعاع الانكباحي يتناسب مع مربع تعجيل الإكترون.